# Kiewer Blätter

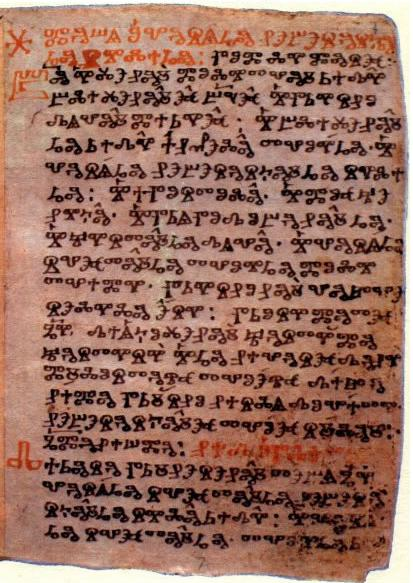
Blatt 7r

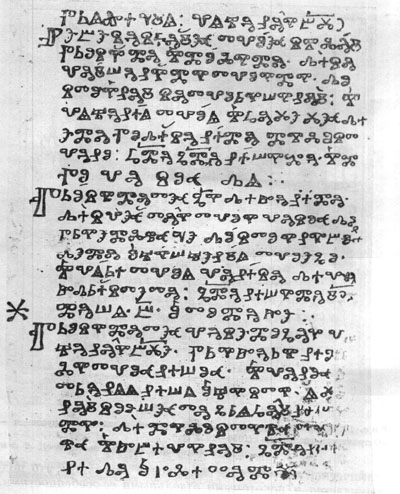
Blatt 3

Die Kiewer Blätter sind eine in altkirchenslawischer Sprache und glagolitischer Schrift verfasste, teilweise erhaltene Handschrift und bestehen aus sieben Pergamentblättern sowie aus je drei Vor- und Nachsatzblättern und einem Bibliothekseinband aus Saffianleder. Benannt sind sie nach ihrem Aufbewahrungsort in der Ukrainischen Akademie der Wissenschaften in Kiew. Ihr Inhalt besteht aus 38 Gebeten, die aus dem Lateinischen übersetzt wurden.
Sie gelten als das früheste erhaltene Dokument der slawischen Schrift und als Höhepunkt des glagolitischen Schrifttums. Die Entstehungsgeschichte der Kiewer Blätter kann nicht lückenlos rekonstruiert werden. Vermutlich sind sie zwischen dem 10. und 12. Jahrhundert entstanden. Es gibt Forscher, die Kyrill von Saloniki (* 826/827, † 869), den Schöpfer der glagolitischen Schrift, für deren Urheber halten. Aufgrund bestimmter Fehler im Text wird allerdings eher angenommen, dass es sich nur um eine Kopie und nicht um ein Original von Kyrill oder Method handeln kann. Der Sprachstil der Blätter wird als archaisch und regelmäßig beschrieben, was in Zusammenhang mit den ebenfalls altertümlichen glagolitischen Buchstaben auf ein hohes Alter und damit vielleicht auf eine Abschrift aus dem 10. Jahrhundert hinweist, die ein mährischer Schüler Methods von einer dessen Vorlagen angefertigt haben könnte. Die Sprache der Kiewer Blätter wird vielmals als der – im Pannonischen Fürstentum gesprochene und später ausgestorbene – moosburgslawische Dialekt gedeutet.